# سیارک ۱۴۰۷۴
سیارک ۱۴۰۷۴ (به انگلیسی: 14074 Riccati، نامگذاری:1996NS) چهارده هزار و هفتاد و چهارمین سیارک کشف شده‌است که در ۱۱ ژوئیه ۱۹۹۶ کشف شد.
قدر مطلق سیارک برابر ۱۳٫۳۰ است.